# Lill-Lobbtjärnen
Lill-Lobbtjärnen är en sjö i Bodens kommun i Norrbotten och ingår i Alåns huvudavrinningsområde. Sjöns area är 0,037 kvadratkilometer och den är belägen 103 meter över havet.